# Pryczornomorśke
Pryczornomorśke (ukr. Причорноморське, do 2024 Perszotrawnewe, ukr. Першотравневе) – wieś na Ukrainie, w obwodzie odeskim, w rejonie odeskim, w hromadzie Wyzyrka. W 2001 liczyła 3689 mieszkańców.